# Moon Lovers: Scarlet Heart Ryeo
Moon Lovers: Scarlet Heart Ryeo este un film serial sud-coreean din anul 2016 produs de postul SBS.

## Distribuție
- Lee Joon-gi - Wang So
- IU - Go Ha-jin / Hae Soo
- Kang Ha-neul - Wang Wook